# Porsche 005
Il Porsche 005 (designazione ufficiale RLM Porsche 109-005) era un motore aeronautico turbogetto a compressore assiale realizzato dall'azienda tedesca Porsche durante il periodo della seconda guerra mondiale.
Rimasto allo stadio di prototipo, lo 005 era stato progettato per essere utilizzato come propulsore del progetto FZG 76B, la versione pilotata a lungo raggio della bomba volante Fieseler Fi 103, designazione ufficiale FZG 76, meglio nota con il nome di V-1.

## Velivoli utilizzatori
Germania
- Fieseler Fi 103/FZG 76B (previsto)
- Junkers Ju 268 (previsto)